# Münze zu Arolsen

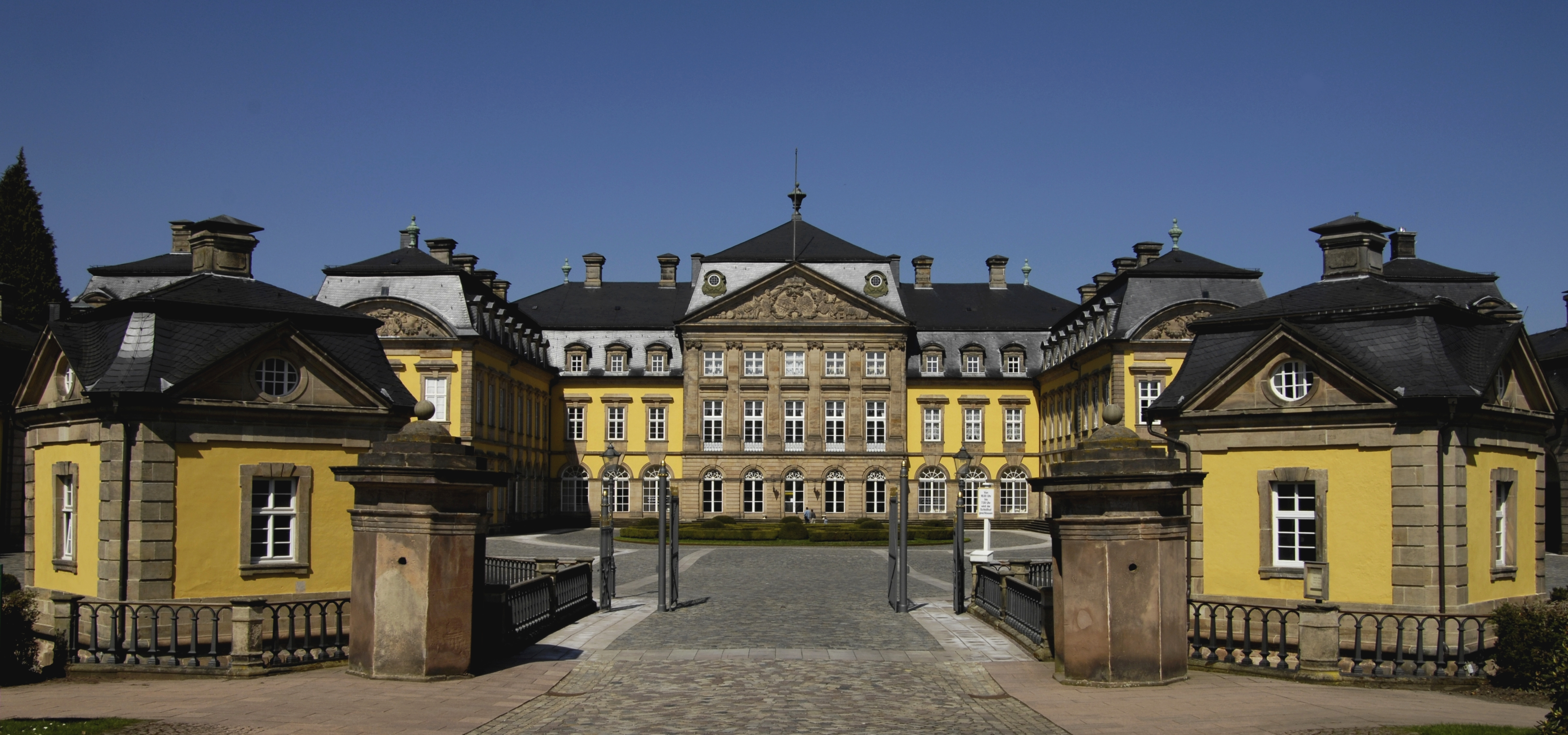
Die Münze war ab dem ersten Drittel des 18. Jahrhunderts im Westflügel des Residenzschlosses Arolsen untergebracht

Die Münze zu Arolsen war eine im 18. und in der ersten Hälfte des 19. Jahrhunderts betriebene Münzstätte der Grafschaft Waldeck in Arolsen. Die Münze schloss 1842. Die Münze war mindestens seit 1734 im Westflügel des fürstlichen Residenzschlosses Arolsen untergebracht. R. F. Welle war 1813 Münzmeister in Arolsen.
Noch 1837 waren in Arolsen im Hinblick auf den Beitritt zum Zollverein in großem Umfange die neuen, an die preußischen Münzen angelehnten Silbergroschen geprägt worden. Die Münze war damals Nebenbetrieb eines Schmieds und prägte letztmals 1839. Nachfolgende waldecksche Prägeaufträge gingen an preußische Münzstätten.